# 스테이브즈
스테이브즈(The Staves)는 잉글랜드 출신의 포크 록 밴드이다. 멤버들은 자매 사이다.